# شرکت وایلد وود
شرکت وایلد وود (انگلیسی: Wildwood Enterprises, Inc) یک شرکت تولید در بخش فیلم و تلویزیون است که توسط گارگردان رابرت ردفورد و تهیه‌کننده بیل هولدمن تأسیس شد. گاهی نیز با نام South Fork Pictures شناخته می‌شود.